# Maria Gomes Valentim
Maria Gomes Valentim, née le 9 juillet 1896 à Carangola, au Brésil et morte le 21 juin 2011 à Carangola, a été, du 4 novembre 2010 jusqu'à sa mort, doyenne de l'humanité.

## Biographie
Elle naît le 9 juillet 1896 à Carangola, dans l'État du Minas Gerais (sud-est du Brésil), où elle a vécu jusqu'à son décès. 
Elle n'a été reconnue officiellement par le livre des records Guiness des records qu'en mai 2011, après la production de la preuve qu'elle était plus âgée que les deux Américaines qui étaient jusqu'ici considérées comme les doyennes ayant succédé à Eugénie Blanchard,. 
À la suite de la validation à titre posthume d'Ana Nogueira de Lucas, Maria Gomes Valentim est en réalité devenue la doyenne de l'humanité le 18 novembre 2010.
Elle se marie en 1913. Son époux décède en 1946.
Le 21 juin 2011, elle est amenée à l'hôpital de Carangola pour une pneumonie avant de décéder des suites d'une infection généralisée,. Elle laisse quatre petits-enfants, sept arrière-petits-enfants et cinq arrière-arrière-petits-enfants. Son fils unique est décédé avant elle à l'âge de 75 ans. 
À son décès, l'Américaine Besse Cooper devient la doyenne de l'humanité.